# クワエ

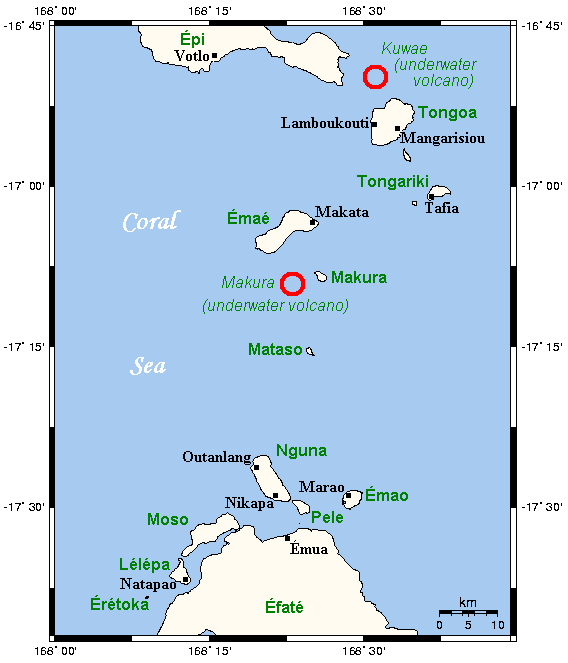
シェパード諸島。右上の丸がクワエの位置

クワエ (Kuwae) は、南太平洋の国バヌアツのシェパード諸島に存在する火山、海底火山、カルデラ。

## 過去の大噴火
1452年から1453年にかけて発生した大噴火が知られている。火山爆発指数はVEI6。当時の噴火の様子を記録されたものはない。大量の火山噴出物は大気中に拡散して日射量を減少させし、世界各地で火山の冬（もしくは夏のない年のような状況）のような極端な寒冷化をもたらした。日本では、長禄・寛正の飢饉の引き金になったほか、欧州でも飢饉となり同時期（1453年5月）にコンスタンティノープルの陥落（東ローマ帝国の滅亡）も生じたことから関連付けて語られることがある。